# 南巴克肖爾斯鎮區 (北卡羅萊納州亞德金縣)
南巴克肖爾斯鎮區（英語：South Buck Shoals Township）是位於美國北卡羅萊納州亞德金縣的一個鎮區。

## 地方資料
南巴克肖爾斯鎮區的面積為57.00平方千米，當中陸地面積為56.72平方千米，而水域面積為0.28平方千米。根據2020年美國人口普查的數據，當地共有人口1575人，而人口密度為每平方千米27.63人。